# Conductus
El conductus és, juntament amb l'organum, el motetus i l'hoquetus, una de les tres formes musicals més importants de l'ars antiqua (s.xii i xiii). Es tracta d'un cant compost harmònicament per diferents melodies en llengua llatina que s'acostumava a cantar per a festes de gent rica i cultivada musicalment.

## Història i antecedents
El conductus polifònic tingué el seu origen en el conductus monòdic. Durant l'etapa monòdica aquesta forma es distingí dels altres gèneres contemporanis perquè no es basava en cap melodia preexistent.
El terme conductus va aparèixer per primer cop en un manuscrit de mitjans del segle xii (el Codex Calixtinus) on s'escrivien un seguit de cançons polifòniques utilitzades com a introduccions processionals de lectures litúrgiques. Sembla que té el seu origen en els introits tropats, en el qual es converteix un melisma lliure gregorià en sons d'igual durada (a l'estil modern), amb el fi de correspondre un so amb cada síl·laba i alhora ser cantat a dues veus.
Primitivament doncs, el conductus es tractava d'un cant de processó destinat a acompanyar els moviments del sacerdot o dels fidels durant l'ofici. Però al llarg del temps anà perdent la seva funció dins la cerimònia litúrgica. Així doncs, després d'haver produït una sèrie de peces pietoses malgrat ser extralitúrgiques, s'orientà decididament cap al domini profà, tot i que va conservar la llengua llatina.
Finalment, després d'un període d'esplendor que durà uns cinquanta anys (XII-XIII) el conductus va caure en desús, superat pel motet, el triomf del qual no va cessar d'afermar-se al llarg del segle xiii.

## Característiques generals
El conductus es convertí en un gènere majoritàriament profà. Probablement és per això que adquirí les característiques que el diferenciaren de la resta de formes de l'època. En general, podem dir que es tracta d'una obra amb les següents característiques:
- La veu més greu cantava la melodia amb el text complet, mentre que les altres veus vocalitzaven sobre la vocal accentuada dels mots més importants. A més, es tractava d'una obra plenament original, perquè aquesta veu que feia de guia tenia un procés de composició que no es basava en cap melodia gregoriana preescrita.

- S'escriu a dues, tres o com a màxim quatre veus, que es mantenen dins un àmbit melòdic relativament estret, motiu pel qual es creuen sistemàticament.

- Text lliure en llatí.

- Conté versos senzills, generalment estròfics i sovint amb referències espirituals, tot i que quan els textos eren profans tractaven esdeveniments històrics o contemporanis i de temes morals o eclesiàstics.

- Té un ritme viu, de caràcter popular i força extens (entre 35 i 300 compassos).

- Disposició homofònica de les veus, principalment sil·làbica i amb el mateix ritme en totes les veus (homoritmia).

- Organització harmònica basada en les consonàncies perfectes (octaves, quartes i quintes, i amb algunes terceres, tot i que no eren acceptades com a consonàncies perfectes).

- Es podien escriure, a sobre de la melodia principal, un duplum (segona veu), un triplum (tercera veu) o fins i tot un quadruplum (quarta veu), però sempre s'havien d'evitar al màxim les dissonàncies (segons les referències sobre el conductus de Franco de Colònia).

- Inicialment té una funció litúrgica, però durant la seva època de màxima esplendor adquireix finalment el paper d'entretenir les classes socials altes. Normalment, les de més rang, gent cultivada en el món de la música, que es delectaven amb les noves formes musicals de l'ars antiqua durant els segles xii i xiii.

## Els dos tipus principals de conductus
Basant-se en l'estil musical, els teòrics del segle xiii van reconèixer i descriure dues classes diferents de conductus.
Els primers, coneguts amb el nom de conductus simplex o conductus simples, tenien una melodia principal ("el tenor") sil·làbica i les veus afegides avançaven en el contrapunt de nota-contra-nota o neuma-contra-neuma característic de l'estil del discantus. Molts d'aquests conductus tenien textos estròfics i la música es repetia en cada estrofa. La forma d'aquests conductus acostuma a ser com la dels himnes, i se segueixen seqüències de aabc, abab, o aabb, tot i que cada secció pot incloure dues o més frases. Tot i que es fa difícil generalitzar, les veus afegides a diferència de la principal no sempre segueixen el patró, perquè tenen una composició més lliure, i es pot donar que en determinats moments s'intercanviïn els papers entre elles.
La segona classe de conductus, s'anomenava conductus embellits o conductus amb caudae. Al segle xiii aquest caudae o cua significava que podia aparèixer un passatge melismàtic, de força longitud, a qualsevol part del conductus, tot i que en general, la situació més típica era trobar-ne tres, al començament, al mig i al final. Aquests melismes es trobaven a la primera i a la penúltima o a l'última síl·laba dels versos poètics. Pel que fa a l'estructura formal, els conductus que presenten la cua no difereixen en gairebé res dels altres respecte a aquest fet, ja que sovint simplement el que es fa és fer aparèixer els melismes (la cua) a l'hora d'introduir la tornada. Alguns conductus poden tenir una introducció o una conclusió marcades amb melismes llargs amb un text simplificat.

## Compositors i obres més importants
La font de composició més important del conductus fou l'Escola de Notre-Dame, amb Pérotin com a capdavanter. Alguns dels conductus que se li atribueixen són: Salvatoris hodie (a tres veus), Dum sigillum... (a dues veus), i Beata viscera (a una veu).